# Lionel Jacquiot
Lionel Jacquiot (ur. 10 lutego 1984 w Lyonie) – francuski wioślarz.

## Osiągnięcia
- Mistrzostwa Świata Juniorów – Duisburg 2001 – czwórka bez sternika – 1. miejsce[1].
- Mistrzostwa Świata Juniorów – Troki 2002 – czwórka bez sternika – 1. miejsce[1].
- Mistrzostwa Świata – Banyoles 2004 – czwórka ze sternikiem – 5. miejsce[1].
- Mistrzostwa Świata – Gifu 2005 – czwórka ze sternikiem – 1. miejsce[1].
- Mistrzostwa Świata – Monachium 2007 – ósemka – 11. miejsce[1].
- Mistrzostwa Europy – Ateny 2008 – czwórka bez sternika – 8. miejsce[1].